# ケミセットソ・バロイ
ケミセットソ・バロイ（Kemisetso Baloyi、1998年3月8日 - ）は、南アフリカ共和国の女子ラグビー選手。

## プロフィール
- 南アフリカ出身[1]。
- ポジションはセンター(CTB)。
- 身長 159cm、体重 59kg

## 略歴
2024年、パリ五輪の7人制女子南アフリカ共和国代表に選ばれた。